# 西會津町
西會津町（日语：／ Nishiaizu machi */?）是位于福島縣耶麻郡的一個人口約8000人的町，位于福島縣西北部。